# Tytuł grzecznościowy
Tytuł grzecznościowy (courtesy title) – w brytyjskiej heraldyce pojęcie oznaczające tytuł używany na co dzień w stosunku do arystokraty formalnie nie posiadającego własnego tytułu, lecz będącego na pierwszym miejscu w kolejce do takiej godności. W przypadku rodów o bardzo wysokich tytułach (przede wszystkim książąt) zasada ta mogła być rozciągana także na kolejnych następców.
Stare rody arystokratyczne z biegiem czasu zwykle stopniowo pięły się w górę po drabinie heraldycznej, uzyskując coraz wyższe tytuły: najpierw barona, następnie wicehrabiego i hrabiego, wreszcie markiza i księcia. W takich rodzinach głowa rodu nosiła najwyższy przynależny jej tytuł, zaś jej następca (zwykle, ale niekoniecznie, najstarszy syn) używał na zasadach grzecznościowych tytułu o szczebel niższego. I tak np. książęta Argyll przed uzyskaniem przez ich ród godności książęcej tytułowali się markizami Lorne, a wcześniej hrabiami Campbell. Dlatego też osoba zajmująca pierwsze miejsce w kolejce do tytułu księcia Argyll miała prawo używać grzecznościowego tytułu markiza Lorne (zobacz np. John Campbell, 9. książę Argyll - przez większość życia znany właśnie jako Lord (markiz) Lorne). Z kolei osoba na drugim miejscu w kolejce korzystała z tytułu hrabiego Campbell.
Tytuł grzecznościowy miał charakter głównie prestiżowy i towarzyski, nie dawał natomiast przynależnych "pełnoprawnej" szlachcie przywilejów, przede wszystkim miejsca w Izbie Lordów. Z drugiej strony posiadanie go nie stanowiło przeszkody do pełnienia stanowisk, z których szlachta była z zasady wykluczona, np. członka Izby Gmin.